# لی میجرز
لی میجرز (به انگلیسی: Lee Majors) (زاده ۲۳ آوریل ۱۹۳۹) بازیگر آمریکایی است.
معروف‌ترین بازی‌های او در سریال‌های دره بزرگ (۱۹۶۵–۱۹۶۹) در نقش هیث بارکلی و مرد شش میلیون دلاری (۱۹۷۳–۱۹۷۸) در نقش استیو آستین است.

## زندگی‌نامه
لی میجرز با نام هاروی لی یری (به انگلیسی: Harvey Lee Yeary) در سال ۱۹۳۹ در دیترویت، میشیگان متولدشد. میجرز وقتی یک ساله و دو ساله بود پدر و مادرش (کارل و آلیس) در حادثه اتومبیل (جداگانه) کشته شدند؛ و با عمو و عمه خود ادامه زندگی داد؛ در واقع میجرز توسط عمو و عمه اش به فرزندخواندگی گرفته شد. تحصیلاتش را در دانشگاه‌های ایندیانا و کنتاکی شرقی به پایان برد. ابتدا می‌خواست بازیکن حرفه‌ای فوتبال آمریکایی شود، اما جذب بازیگری شد. کارش را از اوایل دههٔ ۱۹۶۰ آغاز کرد در ۲۵ سالگی (۱۹۶۴) در اولین فیلم خود بازی کرد. در سال ۱۹۷۳ در سریال تلویزیونی مرد شش میلیون دلاری در نقش اسیو آستین بازی کرد و به شهرت رسید اما هیچ‌گاه در سینما به نقش‌های مناسبی دست نیافته‌است.

## ازدواج‌ها
- میجرز در سال ۱۹۶۱ با کتی رابینسون ازدواج کرد که در سال ۱۹۶۴ از هم جدا شدند.
- در ۲۸ ژوئیهٔ ۱۹۷۳ با فارا فاست، و در سال ۱۹۷۹ از یکدیگر جدا شدند.
- در سال ۱۹۸۸ با کارن ولز ازدواج کرد و در سال ۱۹۹۴ از وی جدا شد.
- در اول نوامبر ۲۰۰۲ با فیث میجرز ازدواج کرد.

## شهرت
شهرت این بازیگر در ایران به خاطر نقش استیو آستین در سریال مرد شش میلیون دلاری  است که در دههٔ ۱۳۵۰ خورشیدی در ایران به نمایش درمی‌آمد و طرفداران زیادی داشت.

## فیلم‌شناسی
- ۱۹۶۷ - ویل پنی (گریز)
- ۱۹۷۰ - رهایی ل.ب. جونز (وایلر)
- ۱۹۷۳ - مرد شش میلیون دلاری (اروینگ)
- ۱۹۷۸ - اهل اسکاندیناوی (چ. پیرس)
- ۱۹۷۹ - کوسه‌ها (آ. لِوی)
- ۱۹۷۹ - ماهی مهلک (داوسن)
- ۱۹۸۰ - نیمروز
- ۱۹۸۰ - قسمت ۲: بازگشت ویل کین (جیمسن)
- ۱۹۸۰ - مردان فولادین (کارور)
- ۱۹۸۱ - آخرین تعقیب (برک)
- ۱۹۸۱ - پسر پاییز
- ۱۹۸۳ - پرواز ستاره‌ای یک (جیمسن)
- ۱۹۸۸ - پول‌پرست (ر. دانر)
- ۱۹۹۱ - آتش! گرفتار در طبقهٔ سی و هفتم (ر. دی)
- ۱۹۹۸ - همیشه تفنگدار (چامپوم)
- ۱۹۹۹ - جنگ تروا (هوآنگ)
- ۲۰۰۰ - مظنون اصلی (چلنتانو)
- ۲۰۰۰ - این‌جا (ب. دانوون)